# 皇国臣民ノ誓詞
皇国臣民ノ誓詞（こうこくしんみんのせいし）とは、1937年（昭和12年）10月2日に朝鮮で発布された文章である。
皇国臣民としての自覚を促すべく朝鮮総督府学務局嘱託の李覚鐘が考案し、当時の朝鮮総督・南次郎が決裁したものである。

## 内容
児童用の「其ノ一」、大人用の「其ノニ」の2種類がある。
- 皇国臣民ノ誓詞（其ノ一）

私共は、大日本帝国の臣民であります。
私共は、心を合はせて天皇陛下に忠義を尽します。
私共は、忍苦鍛錬して立派な強い国民となります。
- 皇国臣民ノ誓詞（其ノニ）

我等は、皇国臣民なり、忠誠以て君国に報ぜむ。
我等皇国臣民は、互に、信愛協力し以て団結を固くせむ。
我等皇国臣民は、忍苦鍛錬、力を養ひ、以て皇道を宣揚せむ。